# Kazimierz Smuda
Kazimierz Ignacy Smuda (ur. 30 sierpnia 1939 w Katowicach) – polski hutnik i polityk, poseł na Sejm PRL VIII i IX kadencji.

## Życiorys
Syn Konrada i Anny. Po ukończeniu w 1957 Technikum Hutniczego w Katowicach-Szopienicach rozpoczął pracę w Hucie Metali Nieżelaznych „Szopienice” na Wydziale Elektrolizy Cynku. Kolejno robotnik stażysty, mistrz zmianowy, kierownik zmiany i starszy mistrz dyplomowany. Do Polskiej Zjednoczonej Partii Robotniczej wstąpił w 1959. W partii był członkiem egzekutywy OOP, I sekretarzem OOP, członkiem plenum Komitetu Zakładowego i Komitetu Miejskiego. W 1980 został I sekretarzem KZ PZPR. Zasiadał w Wojewódzkiej Radzie Narodowej w Katowicach. W 1982 objął mandat posła na Sejm PRL VIII kadencji, reprezentując okręg Katowice. Zasiadał w Komisji Przemysłu Ciężkiego, Maszynowego i Hutnictwa oraz w Komisji Przemysłu. W 1985 uzyskał reelekcję z tego samego okręgu. Zasiadał w Komisji Spraw Samorządowych, Komisji Nadzwyczajnej do rozpatrzenia projektu Ordynacji Wyborczej do Sejmu oraz Ordynacji Wyborczej do Senatu oraz w Komisji Nadzwyczajnej do rozpatrzenia projektów ustaw o stosunku Państwa do Kościoła Katolickiego, o gwarancjach wolności sumienia i wyznania oraz o ubezpieczeniu społecznym duchownych.

## Odznaczenia
- Krzyż Kawalerski Orderu Odrodzenia Polski
- Złoty Krzyż Zasługi
- Medal 40-lecia Polski Ludowej